# Renato Matić
Renato Matić (Vinkovci, 1963.), hrvatski sociolog i znanstvenik.

## Životopis
Na Filozofskom fažkultetu Sveučilišta u Zagrebu 1988. diplomirao, 1994. magistrirao i 2001. doktorirao sociologiju. Magistrirao na poslijediplomskom studiju Socijalna ekologija s temom Normativni okvir zaštite okoliša u Republici Hrvatskoj – sociološki pristup, a doktorirao s temom Neke vrijednosne odrednice devijantnog ponašanja u hrvatskom društvu.
Područja znanstveno istraživačkog i nastavničkog djelovanja: društveni uzroci kriminala, korupcije, diskriminacije i nasilja, s naglaskom na uzroke devijantnih pojava i problema hrvatskog društva u razdoblju tranzicije. 
Od 1994 do 2007. nastavnik na Fakultetu kriminalističkih znanosti (kasnije Visokoj policijskoj školi) u Zagrebu, gdje je od 2004. do 2007. prodekan za znanost i međunarodnu suradnju. 
Od 2007. Zaposlen na Hrvatskim studijima Sveučilišta u Zagrebu, gdje je u razdoblju od 2007. do 2012. pročelnik Odjela za sociologiju. Jedan od osnivača i predavač na Šoa akademiji koju je pokrenula Židovska općina Zagreb.
Sudionik Domovinskog rata i nositelj Spomenice te vodi blog na kojem obrađuje aktualne teme iz društva i primjene sociologije u svakodnevnom životu.

## Javna aktivnost
Sudjeluje u javnom životu interpretirajući različite oblike društvene devijantnosti koji ugrožavaju društvenu stabilnost i predstavljaju prijetnju budućnosti, s naglaskom na korupciju, nasilje, predrasude, diskriminaciju, različite totalitarne tendencije i društvene uzroke holokausta.

## Izabrana literatura

### Izdvojeni radovi
- Društvo i korupcija - politički utjecaj u profesionalnim strukturama javnih institucija kao čimbenik korupcijskog rizika

- Odnos hrvatskog društva prema starijim osobama. Ispit humanosti, vizija budućnosti

- In Sickness and Health: Corruption in Croatia and the Sane Society Challenge

- The Challenges of Understanding Violence in Contemporary Society: A Sociological Approach
- Terorrism; Social Causes and Perspectives

- Manipulacije predrasudama i mitovima: primjer Vukovara

- Towards A Well-Ordered Society: Exiting The Vicious Circle Of Crime

- Hrvatsko društvo i začarani krug kriminala

- Sociology of Police: Un realised Potential of Social Science

- Svrha i funkcija policije kao društvene institucije – prilog razmatranju sociologije policije

- Socijalna odgovornost – temelj slobodnog djelovanja

- Novovjekovna znanost i tehnička racionalnost kao instrumenti gospodstva nad prirodom

### Knjige
- Matić, R., 2003. Društvena promocija bezakonja uvod u sociologiju devijantnosti
- Mito i korupcija u hrvatskom društvu  (Matić i dr.)
- Mladi i sigurnost - osjećaju li se mladi sigurno u gradu Zagrebu (Matić i dr.)

## Vanjske poveznice
- Popis radova
- Njegov blog  Arhivirana inačica izvorne stranice od 23. studenoga 2020. (Wayback Machine)